# Тарпановка
Тарпановка (Торпановка) — река в России, протекает в Курманаевском районе Оренбургской области.

## География и гидрология
Тарпановка правобережный приток Бузулука. Её устье находится в 49 километрах от устья Бузулука около села Петровка. Длина реки — 14 километров. Площадь водосборного бассейна — 144 км².

## Данные водного реестра
По данным государственного водного реестра России относится к Нижневолжскому бассейновому округу, водохозяйственный участок реки — Самара от Сорочинского гидроузла до водомерного поста у села Елшанка. Речной бассейн реки — Волга от верховий Куйбышевского вдхр. до впадения в Каспий.
Код объекта в государственном водном реестре — 11010001012112100007331.